# Заблуден (филм, 2009)
„Заблуден“ (на руски: Заблудившийся; на английски: Strayed) е трилър филм от 2009 г. на режисьора Акан Сатаев с участието на Андрей Мерзликин. Продукцията е с казахстанската номинация за Най-добър чуждоезичен филм на 83-тите Награди на Академията, но не се класира за финала.

## Сюжет
Главният герой пътува заедно с жена си и сина си с автомобил на път за града. Той решава да скъси дистанцията, отклонявайки се от главния път. Оказва се, че се въртят в кръг и са загубили представа за посоката и местонахождението си. Принудени от обстоятелствата, тримата прекарват нощта в колата. На сутринта съпругът установява, че семейството му е изчезнало. Впуска се в трескаво търсене, което го отвежда до странна барака с още по-странни обитатели.

## Актьорски състав
- – Андрей Мерзликин
- – Тунгишбай Ал-Тарази
- – Айганим Садикова
- – Алма Рулас
- – Иляс Садиров
- – Игор Горшков
- – Азамат Илясов
- – Даулет Абдигапаров
- – Алексей Храменков